# Mesocyclops pubiventris
Mesocyclops pubiventris – gatunek widłonoga z rodziny Cyclopidae. Nazwa naukowa tego gatunku skorupiaków została opublikowana w 2003 roku przez zoologów Marię Hołyńską z Polski i Michaela Browna z Australii. Miejsce typowe to właz serwisowy przy Bowls Club w Cloncurry w australijskim stanie Queensland.